# Misericordia (película de 2024)
Misericordia (en francés: Miséricorde) es una película de suspense de 2024 escrita y dirigida por Alain Guiraudie. Está protagonizada por Félix Kysyl y Catherine Frot.
La película se estrenó en la sección Cannes Premiere del Festival Internacional de Cine de Cannes de 2024 el 20 de mayo de 2024, donde compitió por la Queer Palm. Se estrenó en cines en Francia el 16 de octubre de 2024, de la mano de Les Films du Losange. La película recibió el Premio Louis Delluc 2024. Recibió ocho nominaciones en la 50ª edición de los Premios César.

## Sinopsis
Jérémie regresa a su pueblo natal de Saint-Martial para asistir al funeral de su antiguo jefe. Se queda unos días con la viuda Martine. Su presencia enfada al hijo de ésta, Vincent. Esto provoca una pelea entre los dos hombres, que acaba con Jérémie matando a Vincent. Consigue ocultar su crimen con la inesperada ayuda del cura del pueblo, que le proporciona una coartada a cambio de su afecto.

## Producción
La película fue producida por Charles Gillibert en CG Cinéma, en coproducción con Scala Films, Arte France Cinéma, Andergraun Films (España) y Rosa Filmes (Portugal).
La fotografía principal comenzó el 30 de octubre de 2023 y finalizó el 15 de diciembre de 2023. La película se rodó en el sur de Aveyron, a lo largo de la frontera con Gard. El pueblo de Sauclières fue el lugar elegido para ambientar la ficción de Saint-Martial en la película. La película también se rodó en los pueblos cercanos de Millau, Nant y Saint-Jean-du-Bruel. Otros paisajes incluían las gargantas del Dourbie, el bosque del Mont Aigoual y la cresta de Suquet. Claire Mathon se desempeñó como directora de fotografía, después de haber trabajado en la cinematografía de las películas anteriores de Guiraudie, Stranger by the Lake (2013) y Rester vertical (2016).

## Recepción

### Respuesta crítica
En Rotten Tomatoes, el 100% de las reseñas de 22 críticos son positivas, con una puntuación media de 7,7/10. Metacritic, que utiliza una media ponderada, asigna a la película una puntuación de 83 sobre 100, basada en 6 críticas, lo que indica una «aclamación universal». En AlloCiné, la película recibió una puntuación media de 3,9 sobre 5, basada en 34 reseñas de críticos franceses.
La película fue nombrada la mejor película del año por la prestigiosa revista de cine francesa Cahiers du Cinéma.